# Bumbarovo ljeto (2025.)
Bumbarovo ljeto hrvatski je dječji film iz 2025., redatelja Daniela Kušana. Film je temeljen na romanu "Tajanstveni svjetionik" autorice Maje Gluščević i predstavlja spoj pustolovine, misterije i društveno angažirane teme, namijenjen mlađoj publici.
Svjetska premijera filma održala se 11. srpnja 2025. na 72. Pulskom filmskom festivalu, u kinodistribuciju krenuo je od 24. srpnja.

## Radnja
Radnja filma smještena je na izmišljenom jadranskom otoku Trsu, gdje skupina djece predvođena novopridošlim Karlom otkriva afričkog dječaka Chikua na obližnjem svjetioniku. Dok pokušavaju pomoći Chikuu da se vrati kući, dolazi do sukoba između Karla i lokalnog dječaka Matka, zvanog Bumbar. Nakon što Bumbar fizički napadne Karla, gubi povjerenje prijatelja, ali se iskupljuje kada pomogne razotkriti vlastitog oca, krijumčara djece iz Afrike u Europsku uniju, koji pokušava oteti Chikua. Zajedničkim naporima djeca uspijevaju osujetiti krijumčare, čime završava njihova ljetna pustolovina koja ih zbližava.

## Glumačka postava
- Frano Mašković
- Mijo Kevo
- Jakov Bilić
- Lucija Alfier kao policajka
- Martina Stjepanović
- Jozo Mornar kao Bumbar
- Franko Bručić kao Karlo
- Luna Vrućinić Perić kao Marina
- Cvita Lakoš kao Vesna
- Adrijan Računica
- Marta Blinja kao Maša
- Ema Barišić kao Vita
- Jibril Kai Budimir kao Chiku
- Stjepan Perić
- Anica Lazić
- Lovre Kondža
- Mijo Jurišić

## Produkcija
Produkciju filma vodi Ivan Maloča iz producentske kuće Interfilm, uz koprodukciju sa Zillion Film (Srbija) i Krug Film (Sjeverna Makedonija). Film je sufinanciran sredstvima Hrvatskog audiovizualnog centra (HAVC), HRT-a, te Programa Kreativna Europa – MEDIA, kroz kategoriju skupnih projekata. To je prva takva potpora za Interfilm, a film je jedan od tri projekta u paketu (uz "Bischofshofen" i "Zagorka") za koje je osigurano ukupno 94.544 eura.
Snimao se od rujna 2024. na otoku Zlarinu i svjetioniku Blitvenica.

## Videoigra
Bumbarov let je bio dio šireg transmedijalnog projekta koji uključuje i razvoj istoimene videoigre, producirane u suradnji s Croatian Game Development Allianceom. Videoigra je sufinancirana putem HAVC-ovog poziva za videoigre 2021., a predstavljena je na drugom Zagreb GameDev Meetupu 2024. godine.
Na konferenciji PROFilm Days 2022., održanoj u Zagrebu, održan je panel "Od filma do igrice: Bumbarov let", na kojem su sudjelovali scenaristi, producent Ivan Maloča, te Aleksandar Gavrilović (CGDA) i Andrej Kovačević (Exordium Games), kao primjer uspješne integracije filmskog i interaktivnog sadržaja.

## Vanjske poveznice
- Bumbarovo ljeto u internetskom katalogu hrvatskih filmova HAVC-a